# Pseudoradikuläre Symptomatik
Als pseudoradikuläre Symptomatik (von Radix = Nervenwurzel) bezeichnet man unspezifische, örtlich begrenzte Schmerzen im Rücken, die periodisch einseitig in Arm oder Bein ausstrahlen. Der Spinalnerv selbst ist in seiner Funktion nicht beeinträchtigt. Neben Schmerzen und Hautempfindungsstörungen tritt darum üblicherweise kein Kraftverlust im Bein oder Arm auf.
Eine pseudoradikuläre Symptomatik tritt meist bei weniger ausgeprägten Erkrankungen der Wirbelsäule oder der Muskulatur auf, zum Beispiel beim Facettensyndrom oder Triggerpunkten. Die Prognose ist deutlich besser als bei direkten Schäden der Nervenwurzeln (radikuläre Symptomatik, Wurzelkompressionssyndrom).

## Weblink
- Pseudoradikuläre versus radikuläre Symptomatik. (PDF) Thieme Verlagsgruppe, 2014; abgerufen am 10. Dezember 2018